# 查應兆
查應兆（1484年—？），字瑞徵，直隸蘇州府長洲縣官籍，休寧縣人，明朝政治人物。

## 生平
正德八年（1513年）癸酉科應天府鄉試第四十六名舉人。正德十六年（1521年）中式辛巳科會試第一百九十名，登第二甲第七十五名進士。授工部主事，榷浙江木税。历官兵部车驾司郎中，嘉靖八年（1529年）八月升山东布政使司右参议，十三年五月升本省副使，官至河南布政使，十九年十二月以考察调用。後官廣東左布政使，提调癸卯科（1543年）廣東鄉試。

## 家族
曾祖查永祥，贈官通判；祖父查文，曾任府同知；父查恂，母陳氏；繼母姚氏。慈侍下。兄應臣、弟應奇（承事郎）、應秀。侄子查懋昌、查懋光俱为进士。